# 魂魄の塔

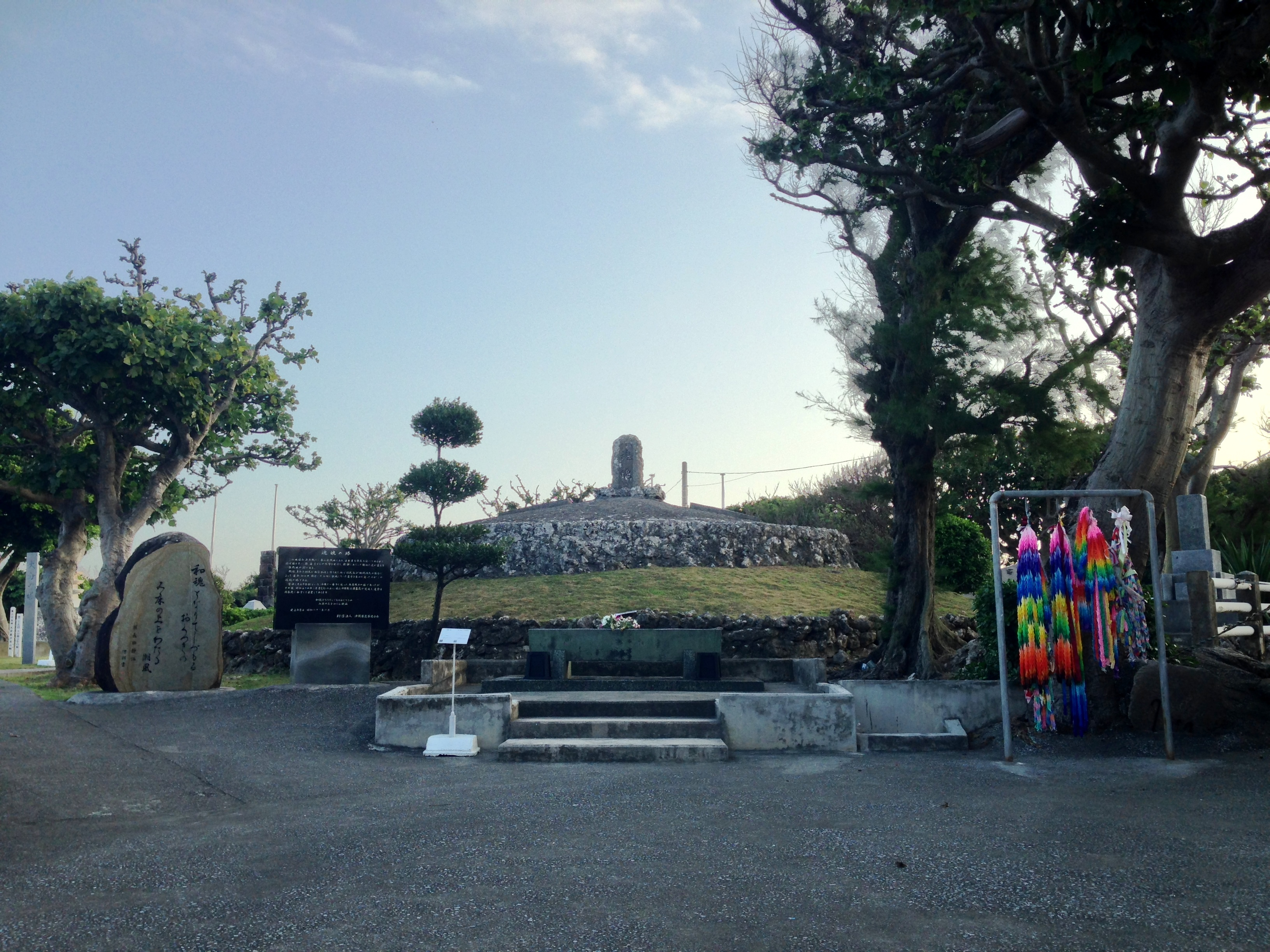
魂魄の塔（2015年12月）

魂魄の塔（こんぱくのとう）は、沖縄本島南部の糸満市米須にある慰霊碑・慰霊塔。沖縄戦終結間もない1946（昭和21）年2月、島尻郡真和志村（まわしそん、現在の那覇市の一部）の住民によって建てられた（後述）。「周辺に散乱していた遺骨3万5千余柱」の遺骨を納めたとされ、終戦後の最も早い時期に建てられた慰霊碑でもある。沖縄戦跡国定公園内にある。

## 概要

### 沖縄戦における糸満市米須一帯の状況
魂魄の塔が建つ糸満市米須一帯は、1945（昭和20）年の沖縄戦において6月以降に戦場となった場所であり、北から進攻して来る米軍に対して多くの日本軍と住民が追い詰められた場所である。碑文にあるように、沖縄戦終盤の6月下旬ごろになると「日本軍も住民も追いつめられて逃げ場を失い、陸、海、空からの攻撃を受けて、敵弾にあたって」犠牲になる者が続いていった。米軍は生き残った住民と日本兵を収容所へ送ったため、おびただしい戦没者の遺体は戦闘終結後もそのまま残された。

### 真和志村民による収骨活動

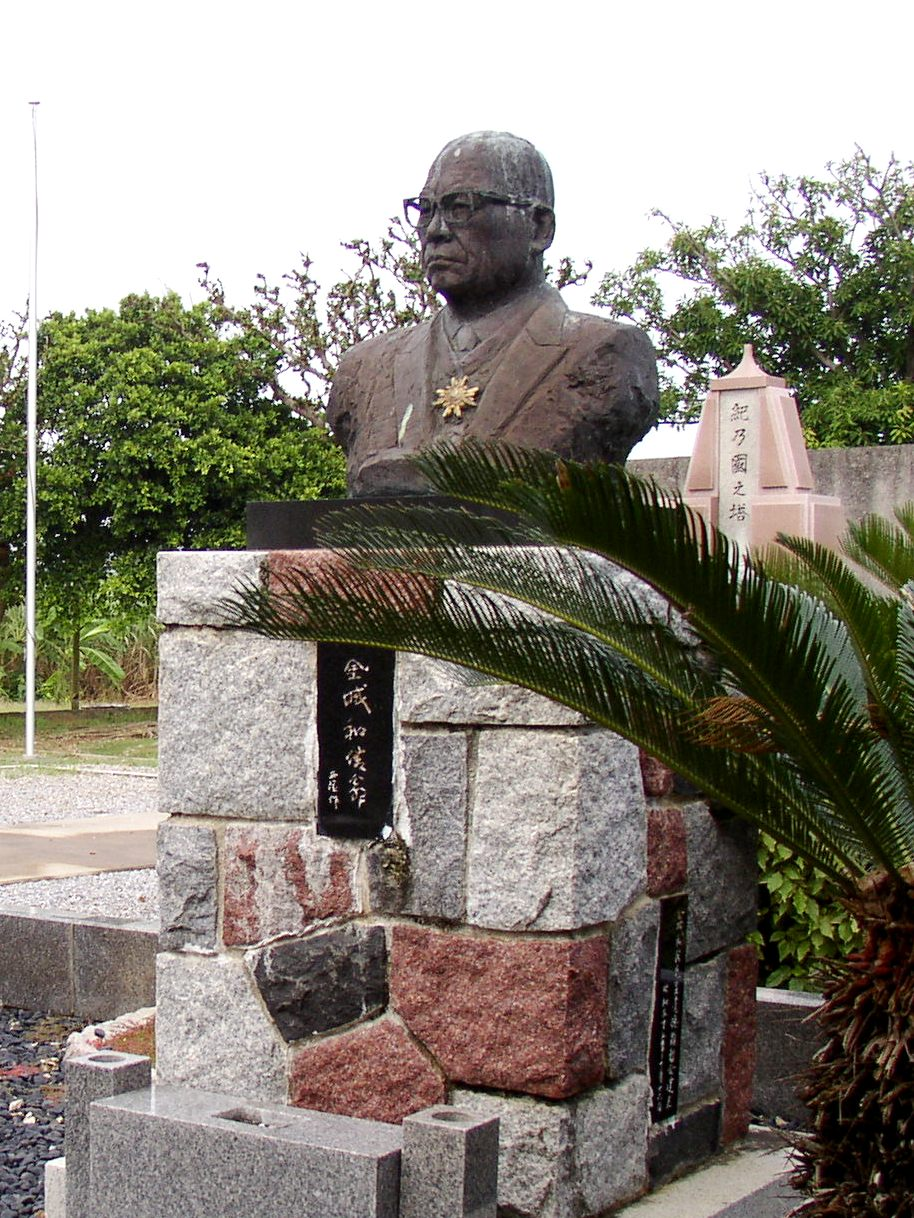
魂魄の塔の隣に建つ金城和信像

終戦後の1946（昭和21）年1月、島尻郡真和志村の住民は米軍の都合から帰村を認められずに摩文仁村（まぶにそん、現在の糸満市）米須に移住を命じられた。テント小屋での仮住まいながらも金城和信（きんじょう・わしん）を村長として戦後復興が始まったが、一帯は戦没者の遺骨が「道路、畑の中、周辺いたる所に散乱していた」状態であり、人々の感情はもとより復興作業の上でもそのまま遺骨を放置することは望ましいことではなかった。米軍は「敵である日本兵を祀り称える」動きにならないか警戒して遺骨の収集に難色をしめしたが、金城が折衝を重ねて米軍から遺骨収集の許可を貰った。
村では収骨隊を組織し、野ざらしになっていた遺骨の収集を始めた。遺骨収集に参加した当時の高校生の証言によると、「勉強はいつでも出来るから天気のよい日は収骨作業に協力し、晩6時から授業して欲しい」と望んで参加したという。とはいえ、ミイラ化した状態の遺体、折り重なるように見つかった大人や子供の遺骨があり、激戦地で逃げ場を失った住民の悲惨な最後を留めていた。ミイラ化した遺体は「グブリーサビラ（失礼致します）」と合掌して手足を崩し、一番上に頭蓋骨を乗せて「ウンチケーサビラ（ご案内致します）」と米軍の担架で運び出したという。

### 「魂魄の塔」建立へ
前述の高校生の証言では、遺骨は「米須海岸近くの自然洞窟を利用した納骨所」に納められたが、予想以上に遺骨が集まったため、最終的には周囲を石で囲んだ、まんじゅうの形のような納骨所になった。2月27日、金城によって「魂魄の塔」と命名され、石碑が塔の上に据え置かれた。3月8日までに1,306体の遺骨が魂魄の塔に納められたというが、その後も収骨作業は続けられ、その後の数年で「3万5千余柱」が魂魄の塔に集められたとされる。

### 「魂魄の塔」の現在

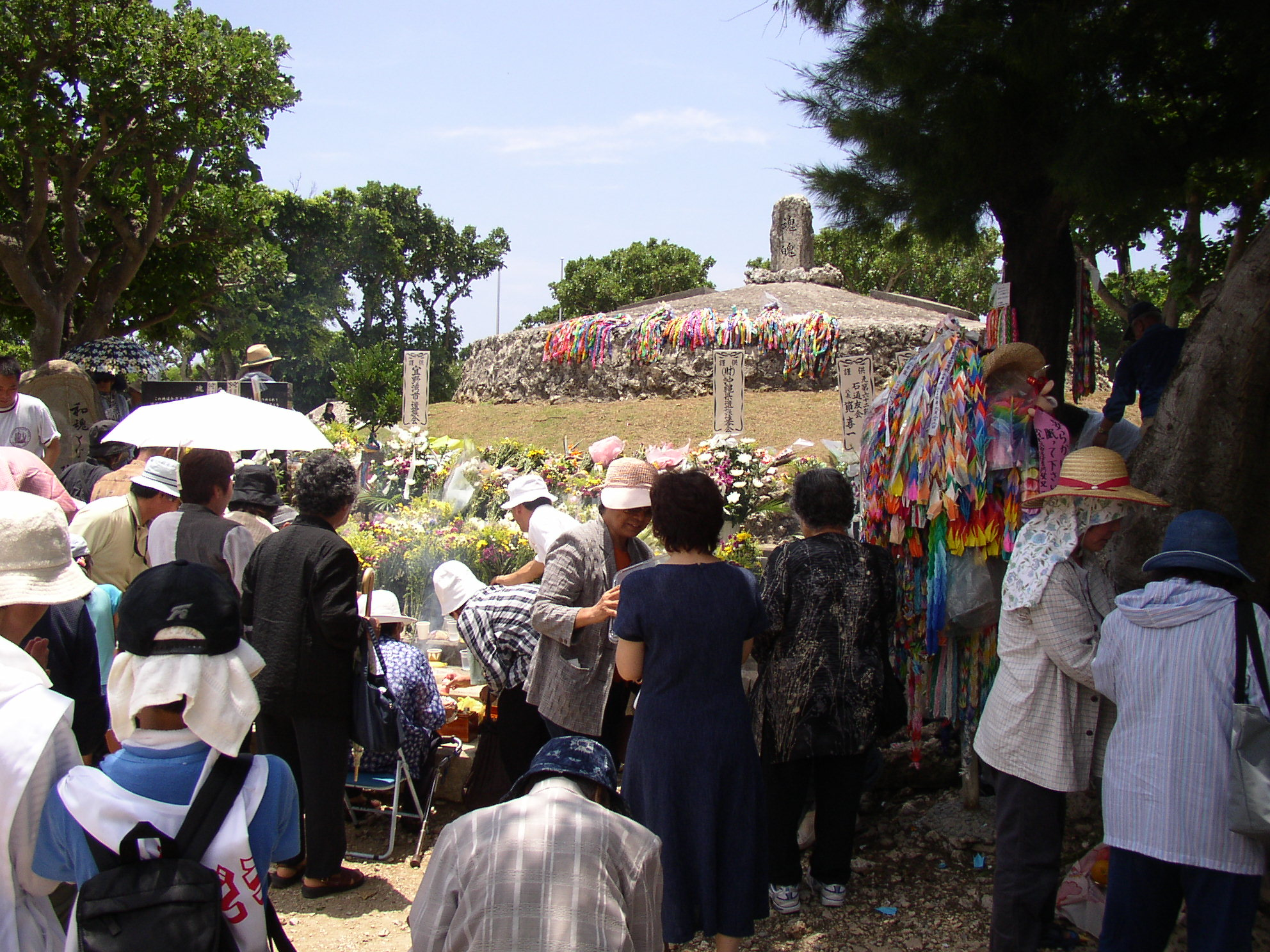
慰霊の日、魂魄の塔で手を合わせる人々（2004年6月23日）

魂魄の塔が建立された1946（昭和21）年以降、沖縄では戦場となった沖縄本島中南部を中心に納骨所が建設され、戦場の跡に残された遺骨が集められていった。魂魄の塔が「自然洞窟を利用した納骨所」と言われるように、これら納骨所の多くもやはり自然洞窟を利用し、入口に石碑を建てる形が取られた。
1957年、琉球政府は戦没者の遺骨を一括管理する方針のもと那覇市識名に「戦没者中央納骨所」を建設、各地の納骨所にある遺骨の集約を開始した。これによって納骨所はその機能を失って廃止されるか、石碑だけを残した記念碑として残されるかになった。魂魄の塔でも1974（昭和49）年12月に供養祭を行い、翌年1月に遺骨を戦没者中央納骨所へ移動した。
それでも、現在に至るまで魂魄の塔への参拝者は絶えることなく続いている。平和学習などでの見学の他、毎年6月23日の慰霊の日には県内外から多くの参拝者が訪れている。

## アクセス
- 国道331号「米須（西）」交差点から沖縄県道223号魂魄之塔線に入り、南へ1.1km。
- 路線バスの場合は国道331号沿いの「米須入口」が最寄りバス停。糸満バスターミナルを出発する琉球バス交通82番と、糸満市を循環する107番（右回り）、108番（左回り）が利用できる。バス停降車後は県道223号魂魄之塔線を南へ1.1km歩く。